# NGC 453
NGC 453 – gwiazda potrójna (asteryzm), znajdująca się w gwiazdozbiorze Ryb. Zaobserwował ją Édouard Jean-Marie Stephan 10 listopada 1881 roku i błędnie skatalogował jako obiekt typu mgławicowego. Tworzące ją gwiazdy ustawione są w jednej linii.